# 马修·杰布
马修·希拉里·彼得·杰布（Matthew Hilary Peter Jebb，1958年—）是爱尔兰分类学者和植物学者，专精于茜草科的五个蚁栖植物的属（环蚁木属 Squamellaria、蚁巢木属 Myrmecodia、蚁寨属 Hydnophytum、蚁窝花属 Myrmephytum和蚁茎玉属 Anthorrhiza），同时还有食虫植物——猪笼草属。
马修·杰布于英国牛津大学取得其学士及博士学位，博士期间主要研究了茜草科蚁栖植物的膨大茎形态。在担任巴布亚新几内亚马当市的克里斯坦森研究所为期五年的所长后，他又在爱尔兰的都柏林圣三一大学以博士后身份从事了两年的研究，研究内容包括为《泰国植物志》项目修订五加科的分类。之后，他与英国植物分类学者马丁·奇克（Martin Cheek）一同陆续在两部专著中修订了猪笼草科，分别为在期刊Blumea中刊登的《猪笼草属（猪笼草科）的框架性修订》以及更加深入的《马来西亚植物志》。
马修·杰布和马丁·奇克（Martin Cheek）一起描述了许多猪笼草属的新物种，包括阿金特猪笼草（N. argentii）、马兜铃猪笼草（N. aristolochioides）、丹瑟猪笼草（N. danseri）、上位猪笼草（N. diatas）、蓝姆猪笼草（N. lamii）、惊奇猪笼草（N. mira）和毛律山猪笼草（N. murudensis）。
马修·杰布和马丁·奇克将大叶猪笼草（N. macrophylla）提升为一个独立的物种。他们还是两个关于猪笼草属修订的主要著作的作者：《猪笼草属（猪笼草科）的框架性修订》和《猪笼草科》。马修·杰布还在1997年发表了名为《新几内亚的猪笼草报告》的专著。

## 扩展阅读
- 国家标本馆工作人员：马修·杰布